# 茶壺 (煎茶道)

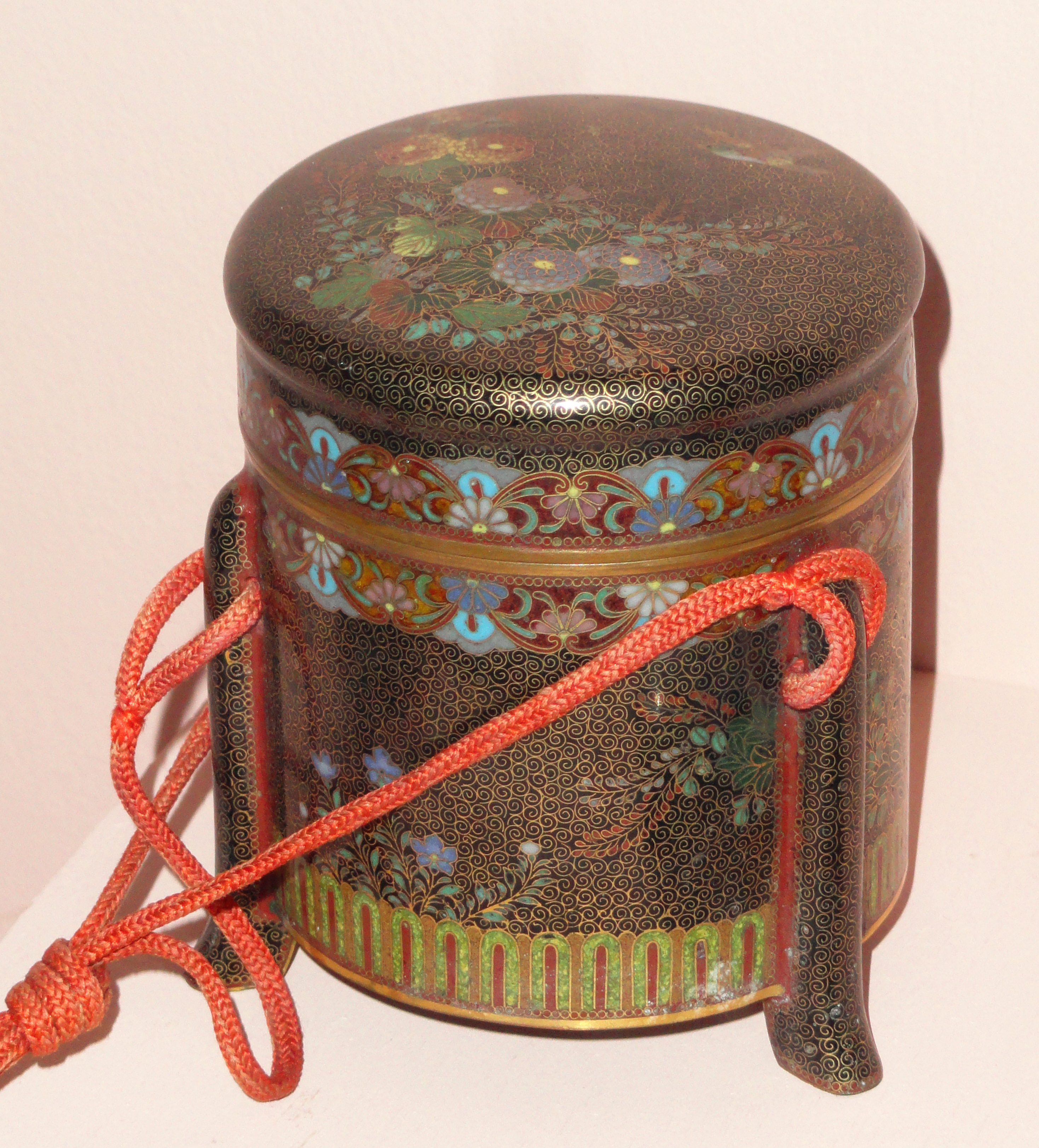
並河靖之作の七宝焼茶壺（ジョージ・ウォーター・ヴィンセント・スミス美術館所蔵）

茶壺（ちゃこ、ちゃつぼ、英: Jar）は、煎茶道で使用する道具の一つ。流派によっては「茶心壺」「茶入」「葉茶器」「茶鑵」「茶瓶」「茶盒」とも呼ばれる。茶道の茶入と同じ目的の道具であり、名品は茶道における茶入同様に珍重され、他の道具より格上の扱いをされることも多い。

## 用途
現在の「茶筒」と同じ物で、茶葉を入れて保存に使う道具である。ただし、大量の茶葉を入れる容量の物は少なく、お手前に使う数回分の茶葉しか入れておかないのが通例である。

## 材質
- 錫製

最上とされる。これは最初明・清から伝来したものが錫製だったからということもあるが、それ以上に錫製の物は中の茶葉がしけらず、品質を長く保つことが出来るという実用上の理由からである。
- 陶磁器製
- 木製
- 竹製
- 銀製

などがある。
錫製に関して言えば、中国渡来の伝世品では、沈存周、張星栄、張星光の作品が人気があり、高値で取り引きされている。国産では泰蔵六の作品が珍重されている。一方、業務用で作られた薄い錫板を曲げて作った量産品である茶壺も「版子張」（茶壺の胴に、現在の茶筒同様に生産者や販売店の名前を書いたラベルが貼ってあることから）といわれ、人気があるという。好事家に依れば、年月を経て黒みを帯びたり、逆に表面が腐食して白くなった物が名品なのだという。
ただし現在は見た目も華やかな陶磁器製の茶壺をお手前に使うことが多い。

## 形状
様々だが、主な物を挙げると
- 四方式
- 木瓜式
- 亜字式
- 風字式
- 壺式

など。